# Brody (powiat kielecki)
Brody – wieś w Polsce położona w województwie świętokrzyskim, w powiecie kieleckim, w gminie Pierzchnica.
W czasie Królestwa Kongresowego wieś prywatna nad rzeczką, powiat stopnicki, gmina Maleszowa, parafia Lisów. Leży o 2 i pół mili na południe od Kielc. Znajduje się tu góra z łomami marmuru ciemno-kawowego. Kamień to twardy i łatwy do obrabiania i polerowania. W 1827 roku Brody liczyły 21 domów i 100 mieszkańców.
W latach 1975–1998 miejscowość należała administracyjnie do województwa kieleckiego.
Do 30 czerwca 1994 w gminie Chmielnik.